# Una storia importante
Singles de Eros Ramazzotti
Terra Promessa
(1984) Adesso tu
(1986)
Una storia importante est un single musical du chanteur italien Eros Ramazzotti, sorti en 1985 et extrait de l'album Cuori agitati.

## Contexte
Après sa victoire au Festival de Sanremo dans la catégorie Meilleur Espoir avec Terra Promessa, en 1984, Eros Ramazzotti y revient l'année suivante avec Una storia importante, cette fois dans la catégorie principale. Toutefois, si la chanson ne remporte pas les suffrages des votants, elle remporte un succès dans les charts européens, notamment en Italie, en se classant à la première place, et en France, en étant classée deuxième du Top 50 pendant trois semaines consécutives, et est même certifiée disque d'or.

## Classements et certifications
| Classement (1985)            | Meilleure position |
| ---------------------------- | ------------------ |
| Italie (FIMI)                | 1                  |
| France (SNEP)                | 2                  |
| Suisse (Schweizer Hitparade) | 7                  |

| Classement (1985)            | Meilleure position |
| ---------------------------- | ------------------ |
| Italie (FIMI)                | 8                  |
| France (SNEP)                | 28                 |
| Suisse (Schweizer Hitparade) | 22                 |

| Pays          | Certification | Date | Ventes  |
| ------------- | ------------- | ---- | ------- |
| France (SNEP) | Or            | 1985 | 625 000 |